# Ellen Rydelius
Ellen Viktoria Rydelius, född 27 februari 1885 i Norrköping, död 1 april 1957 i Högalids församling i Stockholm, var en svensk journalist, översättare av rysk skönlitteratur, föreläsare och författare. Signaturer: Rydelia och Elena Petrovna.

## Biografi
Ellen Rydelius var dotter till grosshandlare Axel Rydelius och Anna Ström och hon studerade vid Uppsala universitet där hon 1907 blev filosofie kandidat. Rydelius hörde till den första generationen av kvinnliga journalister i Sverige. Hon arbetade 1908–1909 på Svenska Dagbladet och 1909–1914 på Dagens Nyheter. Åren 1921–1923 var hon redaktionssekreterare vid Idun. Som journalist skrev hon under signaturen Rydelia utom i ryskspråkiga sammanhang, då hon kallade sig Elena Petrovna.
Rydelius var även verksam som översättare med ett nittiotal avslutade verk, bland annat av Fjodor Dostojevskij, Lev Tolstoj och Anton Tjechov. Rydelius var den stora auktoriteten rörande resehandböcker och hennes långa svit inleddes 1927 med Rom på 8 dagar. Storhetstiden som kulturpersonlighet inföll under mellankrigstiden. Hon författade även ett flertal kokböcker och två självbiografier: Leva randigt och Souvenirer.
Hon var 1911–1922 gift med författaren Harald Wägner och mor till journalisten Ria Wägner, som även var medförfattare till flera böcker. 
Ellen Rydelius är begravd på Skogskyrkogården i södra Stockholm.
En biografi över Ellen Rydelius och hennes Rom på 8 dagar har utgivits av Carina Burman.

### Resehandböcker
- Rom på 8 dagar. Stockholm: Bonnier. 1927. Libris 3021766
- Paris på 8 dagar: Med 50 pl. och 4 kartor. Stockholm. 1928. Libris 3021764
- Berlin på 8 dagar. Stockholm: Bonnier. 1929. Libris 1342749
- 8 italienska städer. Stockholm: Bonnier. 1929. Libris 1342753
- Stockholm på 8 dagar. Stockholm: Bonnier. 1930. Libris 1342752
- 8 tyska städer: Med 64 planscher och 16 kartor. Stockholm: Bonnier. 1931. Libris 1367214
- Svenskt-italienskt parlörlexikon. Stockholm: Norstedt. 1931. Libris 1367212
- 8x8 Rivierastäder: Med 46 pl. och 12 kartor. Stockholm. 1932. Libris 3021767
- Prag, Wien, Budapest på 3 x 8 dagar. Stockholm: Bonnier. 1935. Libris 1367210
- London på 8 dagar. Stockholm: Bonnier. 1936. Libris 3021763
- Holland och Belgien på 3 x 8 dagar. Stockholm: Bonnier. 1937. Libris 1375853
- Lund på tolv timmar. Lund: Gleerup. 1937. Libris 1375856
- Finland, Estland och Lettland på 3 x 8 dagar. Stockholm: Bonnier. 1938. Libris 1375852
- New York på 8 dagar. Stockholm: Bonnier. 1939. Libris 1375857
- Skånska slott på 8 dagar. Stockholm: Bonnier. 1941. Libris 1413624
- Möte med Stockholm. Stockholm: Vepe. 1950. Libris 1413628
- 17 italienska städer: från Rapallo till Syrakusa. Stockholm: Bonnier. 1950. Libris 1413625
- Provence och Rivieran. Stockholm: Bonnier. 1951. Libris 1446647
- 8 spanska städer. Stockholm: Bonnier. 1952. Libris 1228924 - Med Ria Wägner.
- Med Ellen Rydelius i Holland. Stockholm: Bonnier. 1953. Libris 1446642
- Med Ellen Rydelius i Rom: Rom på 8 dagar. Stockholm: Bonnier. 1954. Libris 1446644
- Med Ellen Rydelius i Västtyskland. Stockholm: Bonnier. 1954. Libris 1446645 - Med Ria Wägner.
- Med Ellen Rydelius i Paris: Paris på 8 dagar. Stockholm: Bonnier. 1955. Libris 1446643 - Med Ria Wägner.
- Med Ellen Rydelius i norra Italien. Stockholm: Bonnier. 1958. Libris 1537005 - Med Ria Wägner.
- Med Ellen Rydelius i södra Italien. Stockholm: Bonnier. 1958. Libris 1537007 - Med Ria Wägner.

### Kokböcker
- Billiga dagar i franskt kök. Stockholm: Wahlström & Widstrand. 1940. Libris 1375851 - Medförfattare: Alexandra Beloborodoff.
- Billiga dagar i italienskt kök. Stockholm: Wahlström & Widstrand. 1941. Libris 1413617
- Kom hem och ät en bit mat hos oss! : 12 sätt att traktera kära gäster. Stockholm: Paul U. Bergströms AB. 1942. Libris 1413618
- Rysk mat. Stockholm: Wahlström & Widstrand. 1945. Libris 1413623 - Medförfattare: Alexandra Beloborodoff.
- Läckra osträtter: recept ur Husmoderns pristävling. [Stockholm]: Riksost. 1952. Libris 2947679
- Smakbitar från åtta länder. Stockholm: KF. 1953. Libris 1446652 - Med Ria Wägner.

### Övrigt
- Livet kring tsaren. Stockholm: Hökerberg. 1938. Libris 1375854
- Pilgrim i Persien: skildringar från det moderna Iran, ett land i stöpsleven. Stockholm: Bonnier. 1941. Libris 1413621
- Alexander den gåtfulle. Stockholm: Hökerberg. 1943. Libris 1413626 - Medförfattare: Alexandra Beloborodoff.
- Kvinnokavalkad: av Ellen Rydelius och Anna Odhe : en bilderbok om svenska kvinnors liv 1918-1944. Stockholm: Bonnier. 1946. Libris 1413627 - Medförfattare: Anna Odhe.
- Leva randigt (1/3 tus.). Stockholm: Bonnier. 1951. Libris 8220272
- Souvenirer. Stockholm: Bonnier. 1956. Libris 2323313